# Villespassans
Villespassans é uma comuna francesa na região administrativa de Occitânia, no departamento de Hérault. Estende-se por uma área de 14,07 km². Em 2010 a comuna tinha 175 habitantes (densidade: 12,4 hab./km²).